# جسی اسپیت
جسی اسپیت (به انگلیسی: Jesse Speight) سناتور سابق عضو حزب دموکرات ایالات متحده آمریکا بود. وی در سال ۱۸۴۵ تا ۱۸۴۷ میلادی سناتور ایالت میسیسیپی در سنای ایالات متحده آمریکا بود.